# Jezioro Nowe (województwo kujawsko-pomorskie)
Jezioro Nowe – jezioro w Polsce, położone w środkowej części województwa kujawsko-pomorskiego, w powiecie inowrocławskim, w gminie Gniewkowo. 
Jezioro Nowe znajduje się na terenie Obszaru Chronionego Krajobrazu Wydm Kotliny Toruńsko-Bydgoskiej.

## Położenie
Jezioro położone jest na obszarze Puszczy Bydgoskiej, w gminie Gniewkowo, w pobliżu miejscowości Suchatówka. Powstało po przekopaniu kanału z jeziora Starego, położonego w kierunku zachodnim, koło wsi Zajezierze.

## Historia
Jezioro Nowe powstało sztucznie w obniżeniu wśród wydm po przekopaniu kanału od Jeziora Starego. Jezioro Stare posiada charakter naturalny. Powstało w obniżeniu wytopiskowym w Puszczy Bydgoskiej, podobnie jak np. jezioro Jezuickie. Do dziś nie zanikło (np przekształciło się w torfowisko), gdyż spływają do niego okoliczne wody powierzchniowe z tzw. "obniżenia gniewkowskiego". Wały wydmowe ograniczające od północy Równinę Inowrocławską zamykają naturalny spływ wód powierzchniowych w kierunku niższych teras pradolinnych Wisły, a gliny morenowe nie pozwalają wodom z "Niziny Gniewkowskiej" wsiąkać w podłoże. W okresach wilgotnych wody jeziora podnosiły się znacznie i zalewały okoliczne pola. Aby temu przeciwdziałać wykopano kanał, którym nadmiar wody przelewa się do jeziora Nowego. W latach wilgotnych nadmiar wód powierzchniowych przekraczał możliwości retencyjne obydwóch jezior. Z kolei w okresie suszy Jezioro Nowe zupełnie wysycha. W latach 60. i 70. do jeziora Starego i Nowego odprowadzano ścieki z Gniewkowa, co wywołało duże zanieczyszczenie wód i pokrycie dna mułem pochodzenia ściekowego

## Charakterystyka
Jezioro posiada powierzchnię 26 ha i objętość wody 292,4 tys. m³. Maksymalna głębokość jeziora wynosi 4,0 m, a średnia 1,7 m. Jest to akwen niewielki i bardzo płytki. Znajduje się w stadium zaawansowanej eutrofizacji objawiającej się postępującymi procesami wypłycania i zarastania misy jeziornej. Akwen jest otoczony terenami leśnymi; brzegi są najczęściej niskie, miejscami podmokłe. Zlewnia jeziora została zmieniona antropogenicznie poprzez wykonany kanał kierujący nadmiar wody do Zielonej Strugi. Akwen nie nadaje się do wykorzystania na cele turystyczne i rekreacyjne, lecz jest użytkowany przez wędkarzy. Podobnymi cechami odznacza się leżące w tej samej zlewni Kanału Gniewkowskiego jezioro Stare.
Jezioro charakteryzuje się znacznymi zmianami poziomu wody w zależności od pory roku i okresów posusznych, co nadaje mu cechy jeziora okresowego. Na wiosnę jest w nim tyle wody, że wypływa ona kanałem w kierunku dużego zbiornika przeciwpożarowego, a dalej do Zielonej Strugi. Latem kanał wysycha, a woda znika ze znacznej części jeziora, gdyż dno akwenu tworzą przepuszczalne warstwy, które nie są w stanie zatrzymać wody.
Z uwagi na położenie w kompleksie leśnym jezioro posiada walory krajobrazowe. W 2008 r. nadleśnictwo Gniewkowo urządziło w jego otoczeniu punkt turystyczny z wiatami, stolikami i miejscami do grillowania. Planowane jest również uszczelnienie dna akwenu w celu ograniczenia ubytku wody oraz budowa wokół jeziora trasy spacerowej.

## Szlaki turystyczne
W otoczeniu jeziora przebiega znakowany  pieszy szlak turystyczny "im. gen. Władysława Sikorskiego". 

## Galeria

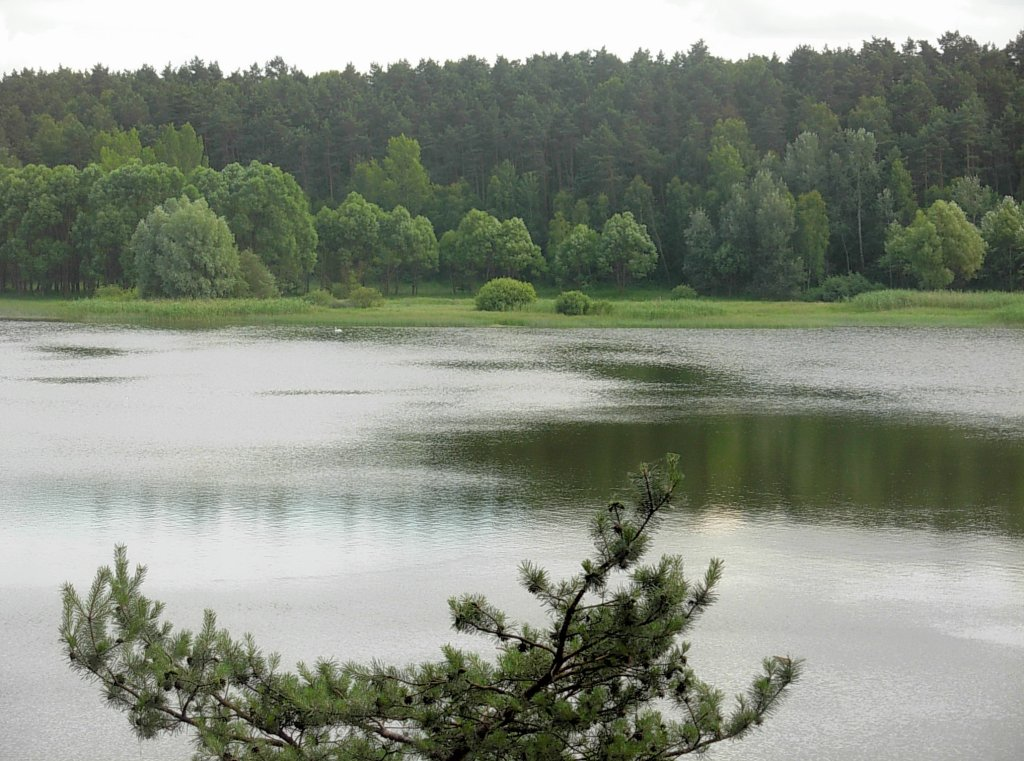
Widok w kierunku południowym
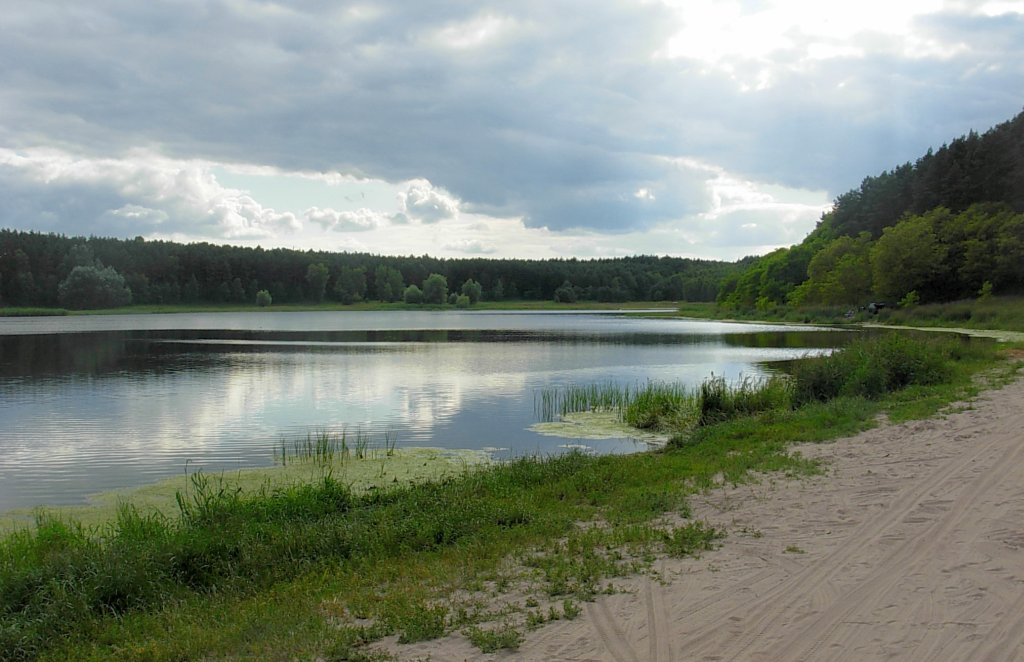
Brzeg północny - widok na zachód
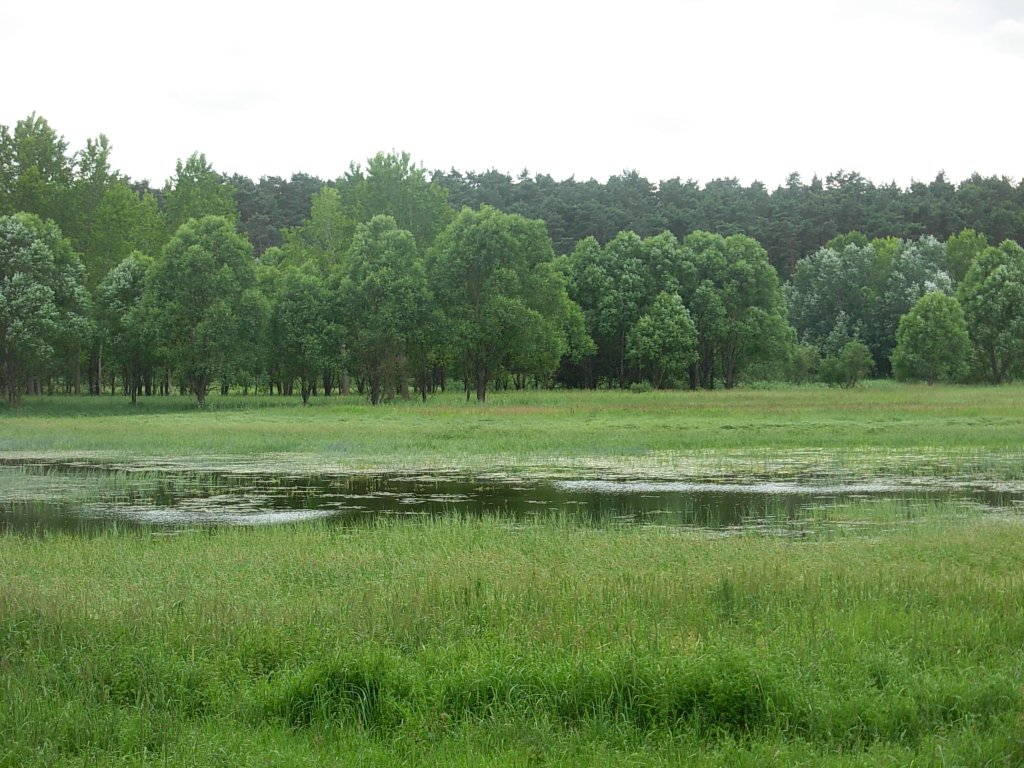
Podmokłe łąki we wschodniej części akwenu